# Manfred Kniel

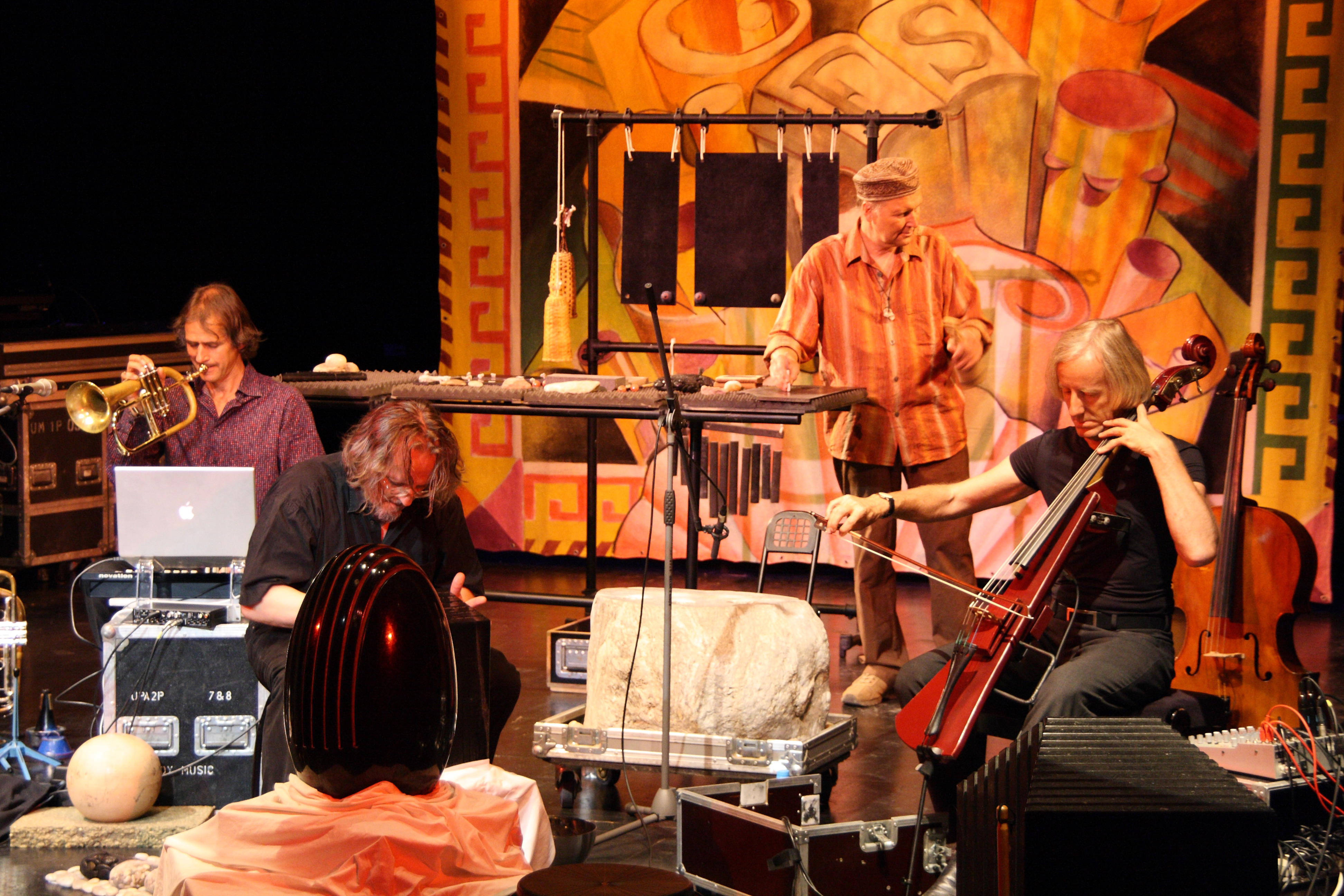
Manfred Kniel (Mitte rechts), Klaus Feßmann (Mitte links) und Fried Dähn (Ensemble Klangstein) mit Markus Stockhausen (links) auf dem TFF Rudolstadt, 2009

Manfred Kniel (* 1951) ist ein deutscher Schlagzeuger, Perkussionist und Komponist des Jazz und der Improvisationsmusik.

## Leben und Wirken
Kniel studierte bis 1976 Schlagzeug an der Musikhochschule Stuttgart und ist seit 1976 als professioneller Musiker tätig. Von 1973 bis 1984 war er Schlagzeuger der Frédéric Rabold Crew und im Jazz Inspiration Orchestra. Daneben gehörte er zum Quartett von Lauren Newton, dessen Album Timbre (wiederveröffentlicht als Filigree) mit dem Jahrespreis der Deutschen Schallplattenkritik ausgezeichnet wurde. Von 1984 bis 1996 war er mit dem Quartett von Ekkehard Rössle, mit  Mah-Jong SaxString, Jazz it sowie mit seinen eigenen Formationen Sweet Emma und Human Music Quintet (HuMus) unterwegs. Zwischen 1984 und 1997 wirkte er auch bei mehr als 30 Musicalproduktionen unter der Leitung von Nicolas Kemmer mit. Auch gehörte er dem Ensemble von Friedemann an (Aquamarin Orchester in Concert).
2003 gründete Kniel die international beachtete Gruppe The Reduction Quartet, die ebenso wie das Duo Fifty-Fifty, das er mit Ekkehard Rössle bildet, darauf zielt, einen minimalistisch geprägten Jazz zu spielen. Mit dem Cellisten Fried Dähn und dem Klangkünstler Klaus Feßmann bildete er das Ensemble Klangstein, in dem er ein Schlagwerk aus Wasser und Stein spielte. 2008 trat er mit diesem Projekt bei Stefan Raab in TV Total auf, 2009 auf dem TFF Rudolstadt.
Seit 1984 ist Manfred Kniel Lehrbeauftragter an der Hochschule für Musik und Darstellende Kunst Stuttgart im Bereich Schlagzeug und Jazzrhythmik.

## Diskographische Hinweise
- Reduction Quartet Low Down Music (2004, mit Mike Svoboda, Karl Farrent, Veit Hübner)